# Alt-J
Alt J (estilizado alt-J y también conocida como Δ) es una banda inglesa de indie rock, formada en el año 2007. Su álbum debut An Awesome Wave, lanzado en mayo de 2012, les mereció el Premio Mercury 2012.
Gwil Sainsbury se retiró del grupo a principios del 2014. Su segundo álbum, This Is All Yours, fue lanzado en septiembre del mismo año. Cameron Knight remplazará a Sainsbury en la guitarra, bajo y sampler en los conciertos de alt-J.

## Nombre
El símbolo de la banda es la letra griega Delta mayúscula (Δ) que se utiliza en muchos campos técnicos para indicar un cambio o diferencia.
El uso de Δ se basa en la secuencia de teclas utilizada para generarla en una computadora Apple Macintosh: ⌥ Option+J.
La portada del álbum debut de la banda, An Awesome Wave, muestra una vista aérea del delta más grande del mundo, el del rio Ganges.
La banda antes era conocida por el nombre "Daljit Dhaliwa" y luego por "Films"  pero más tarde se vieron obligados a cambiar el nombre a como hoy se conoce porque ya existe una banda estadounidense llamada "The Films"

## Historia
alt-J se formó en 2007 cuando Gwil Sainsbury (guitarrista / bajista), Joe Newman (guitarra / voz), Gus Unger-Hamilton (teclados) y Thom Green (batería) se conocieron en la Universidad de Leeds.
Gus Unger-Hamilton estudió literatura inglesa mientras el resto de la formación estudiaba Bellas Artes. En el segundo año de universidad, Joe Newman mostró a Gwil Sainsbury una serie de canciones inspiradas en su padre guitarrista. Ambos comenzaron a grabar en un programa llamado Garageband, en su dormitorio con Gwil Sainsbury como productor. Tras graduarse se mudaron a Cambridge.
Su álbum debut fue grabado en Brixton.
El 3 de marzo, Alt-J empezó a anunciar su nuevo álbum a través de sus cuentas en medios sociales con un clip de audio que llamado "00110011 01110111 01110111", el cual se traduce en "3WW". Stereogum reportó luego, ese mismo día, que el álbum se llamaría "Relaxer" y sería publicado el 9 de junio en el año 2017. El 5 de marzo del año 2017, Alt-J lanzó "3WW" como un sencillo digital.
El 16 de septiembre de 2021, la banda anunció que su primer sencillo desde 2018, titulado "U&ME", sería lanzado el 22 de septiembre. El lanzamiento del sencillo coincidió con el anuncio de su cuarto álbum, "The Dream", que salió a la luz el 11 de febrero de 2022.

## Discografía
Álbumes de estudio
- An Awesome Wave (2012)
- This Is All Yours (2014)
- Relaxer (2017)
- Reduxer (2018)
- The Dream (2022)

ЕPs
- Films (2009)